# Vi simmar tillsammans
Vi simmar tillsammans (engelska: Dangerous When Wet) är en amerikansk romantisk komedifilm i Technicolor från 1953 i regi av Charles Walters. I huvudrollerna ses Esther Williams, Fernando Lamas och Jack Carson. Filmen innehåller även en animerad simsekvens med Williams och katt-och-mus-duon, Tom och Jerry.

## Rollista i urval
- Esther Williams - Katie Higgins
- Fernando Lamas - André Lanet
- Jack Carson - Windy Weebe
- Charlotte Greenwood - Ma Higgins
- Denise Darcel - Gigi Mignon
- William Demarest - Pa Higgins
- Donna Corcoran - Junior Higgins
- Barbara Whiting - Suzie Higgins
- Bunny Waters - Greta
- Henri Letondal - Joubert
- Paul Bryar - Pierre
- Jack Raine - Stuart Frye